# Marienwerder (Barnim)
Marienwerder ([maˌʁiːənˈvɛʁdɐ], Duitse uitspraakⓘ) is een gemeente in de Duitse deelstaat Brandenburg, en maakt deel uit van het Landkreis Barnim.
Marienwerder telt 1.691 inwoners.